# Rezerwat przyrody Wietrznia im. Zbigniewa Rubinowskiego
Rezerwat przyrody Wietrznia im. Zbigniewa Rubinowskiego – rezerwat przyrody nieożywionej na terenie dawnego kamieniołomu Wietrznia w Kielcach, w województwie świętokrzyskim. Obejmuje wzniesienia Wietrzni (312 m n.p.m.) i sąsiedniego Międzygórza będących przedłużeniem ciągnącego się przez Kielce Pasma Kadzielniańskiego. Zbudowane są z wapienno-dolomitowych skał należących do górnego dewonu. W skład rezerwatu wchodzą trzy połączone ze sobą kamieniołomy wielopoziomowe (Wietrznia, Międzygórz, Międzygórz Wschodni) powstałe w wyniku eksploatacji złoża w latach 1893–1974. Całkowita długość wyrobiska wynosi około 900 m.

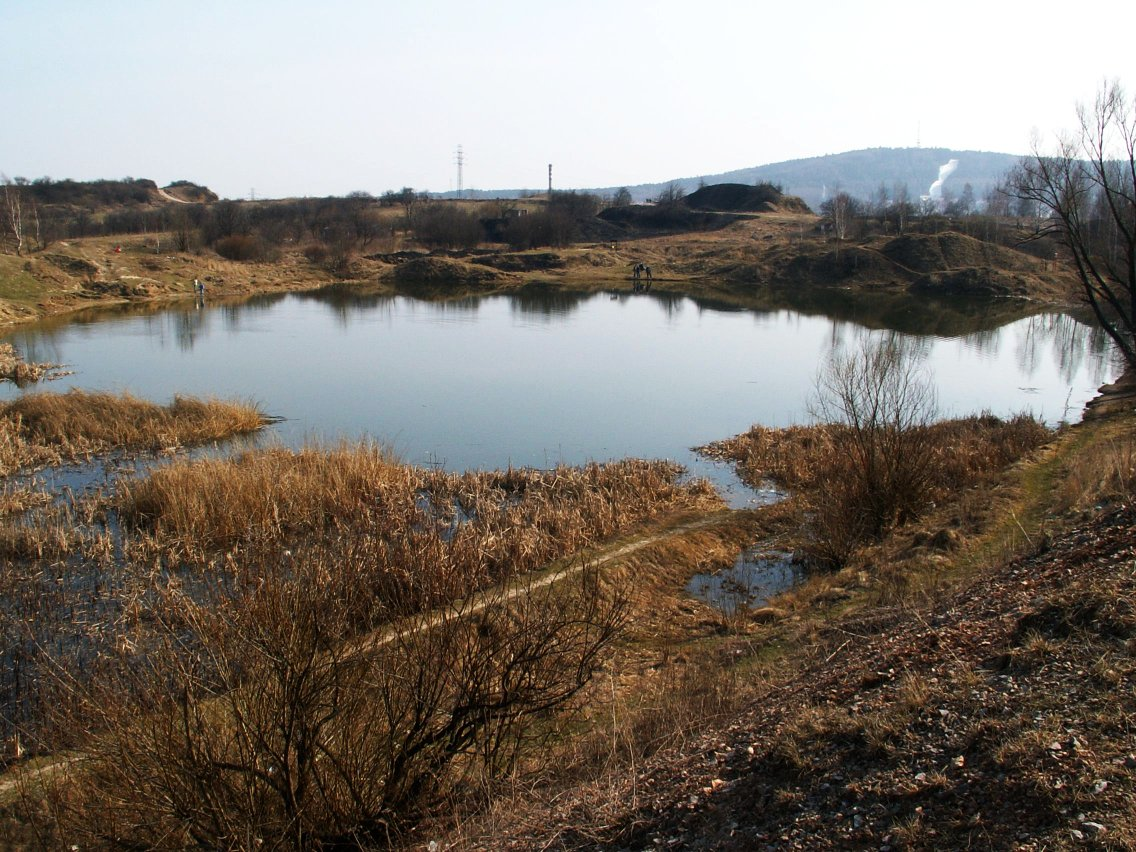
Oczko wodne w kamieniołomie Wietrznia, w pobliżu rezerwatu

Na terenie rezerwatu znajdują się cenne odsłonięcia geologiczne:
- zjawiska i procesy tektoniczne
- mineralizacja żyłowa (ołowiowo-barytowo-kalcytowa)
- kras podziemny i powierzchniowy (kotły, misy, żłobki, leje, szczeliny, kominy, jaskinie, m.in. Jaskinia na Wietrzni[3])
- fauna kopalna (koralowce czteropromienne, gąbki krzemionkowe, stromatoporoidy, denkowce, ramienionogi, małżoraczki, liliowce, konodonty, ryby kopalne (ponad 30 taksonów))

Przez rezerwat przechodzi  zielony szlak spacerowy prowadzący z ulicy Zamkowej na Bukówkę.
Rezerwat wchodzi w skład Geoparku Kielce. W jego granicach zlokalizowane jest Centrum Geoedukacji.
Nazwa rezerwatu upamiętnia Zbigniewa Rubinowskiego – geologa, zasłużonego badacza Gór Świętokrzyskich.

## Dane szczegółowe
- Powierzchnia: 17,59 ha[1]
- Rok utworzenia: 1999
- Dokument powołujący: Rozporz. Woj. Święt. 45/1999 z 4.11.1999; Dz. Urz. 75/1999, poz. 1078
- Numer ewidencyjny WKP: 066
- Charakter rezerwatu: częściowy
- Przedmiot ochrony: resztki wzgórza w Paśmie Kadzielniańskim z wyrobiskiem wapieni dewońskich

## Inne formy ochrony przyrody
Rezerwat leży w granicach Kieleckiego Obszaru Chronionego Krajobrazu. W niewielkiej odległości od rezerwatu w kierunku północnym znajduje się oczko wodne, powstałe w miejscu dawnego wyrobiska kamieniołomu; jest ono chronione jako użytek ekologiczny.